# IPE - Istituto per ricerche ed attività educative
L'IPE - Istituto per ricerche ed attività educative è un ente morale (d.P.R. n. 374/1981) che si occupa della gestione di tre collegi universitari legalmente riconosciuti a Napoli e a Bari e dell'IPE Business School, una scuola di alta formazione manageriale che organizza master non universitari.
L'ente fa parte della rete dei collegi universitari di merito del MUR e, come business school, è socio ordinario ASFOR.

## Storia
L’IPE - Istituto per ricerche ed attività educative venne costituito a Napoli l’11 ottobre 1979 da alcuni professionisti locali membri soprannumerari dell’Opus Dei, tra cui l'attuale presidente Raffaele Calabrò. Come logo viene scelta la vite aerea di Leonardo da Vinci.
Inizialmente situato al Vomero, in Via Luca Giordano, l’ente si occupò fin da subito di ospitare e formare studenti universitari prevalentemente del Mezzogiorno secondo il modello residenziale già diffuso, tra le altre, presso le strutture della Fondazione Rui. La sede fu in seguito trasferita dapprima al quartiere Chiaia, in una ex scuola gestita da suore Salesiane di Don Bosco (dove oggi si trova il Collegio maschile Monterone), e poi, nel 2000, presso il Palazzo Carafa di Belvedere alla Riviera di Chiaia.
Il primo progetto dell'IPE, al momento della fondazione, fu quello della gestione della Residenza Universitaria Monterone, una struttura di accoglienza maschile di studenti universitari, basata sul modello dei college inglesi. Negli anni immediatamente successivi, anche grazie al contributo di accademici locali (come Nino Salvatore), vennero organizzati dapprima convegni scientifici su vari temi (prevalentemente medici e filosofici) e la manifestazione EurIpe - dal 1988 al 2005 - sull'orientamento al mondo universitario e lavorativo, e successivamente, sul finire degli anni '90, corsi di aggiornamento per docenti e di perfezionamento post laurea (in collaborazione con l'Università degli Studi "Suor Orsola Benincasa"). Dal 1988 al 2008, inoltre, l'IPE ha gestito la Scuola Alberghiera Misenea.
Il progetto residenziale, invece, si espanse con il Collegio femminile Villalta nel 1993 e con il Collegio maschile Poggiolevante di Bari nel 1997: questi due, insieme al Collegio Monterone, sono dal 2016 collegi universitari di merito legalmente riconosciuti dal Ministero dell'università e della ricerca.
Nel 2002 nacque l'IPE Business School (inizialmente Scuola di Alta Formazione) con il Master in Finanza Avanzata; questa, accreditata ASFOR nel 2015, si stacca dall'IPE Accademia (Collegi) nel 2020, andando a gestire autonomamente le proprie attività.
L'IPE è ente convenzionato con il Dipartimento per le politiche giovanili per lo svolgimento del servizio civile universale.

## Collegi

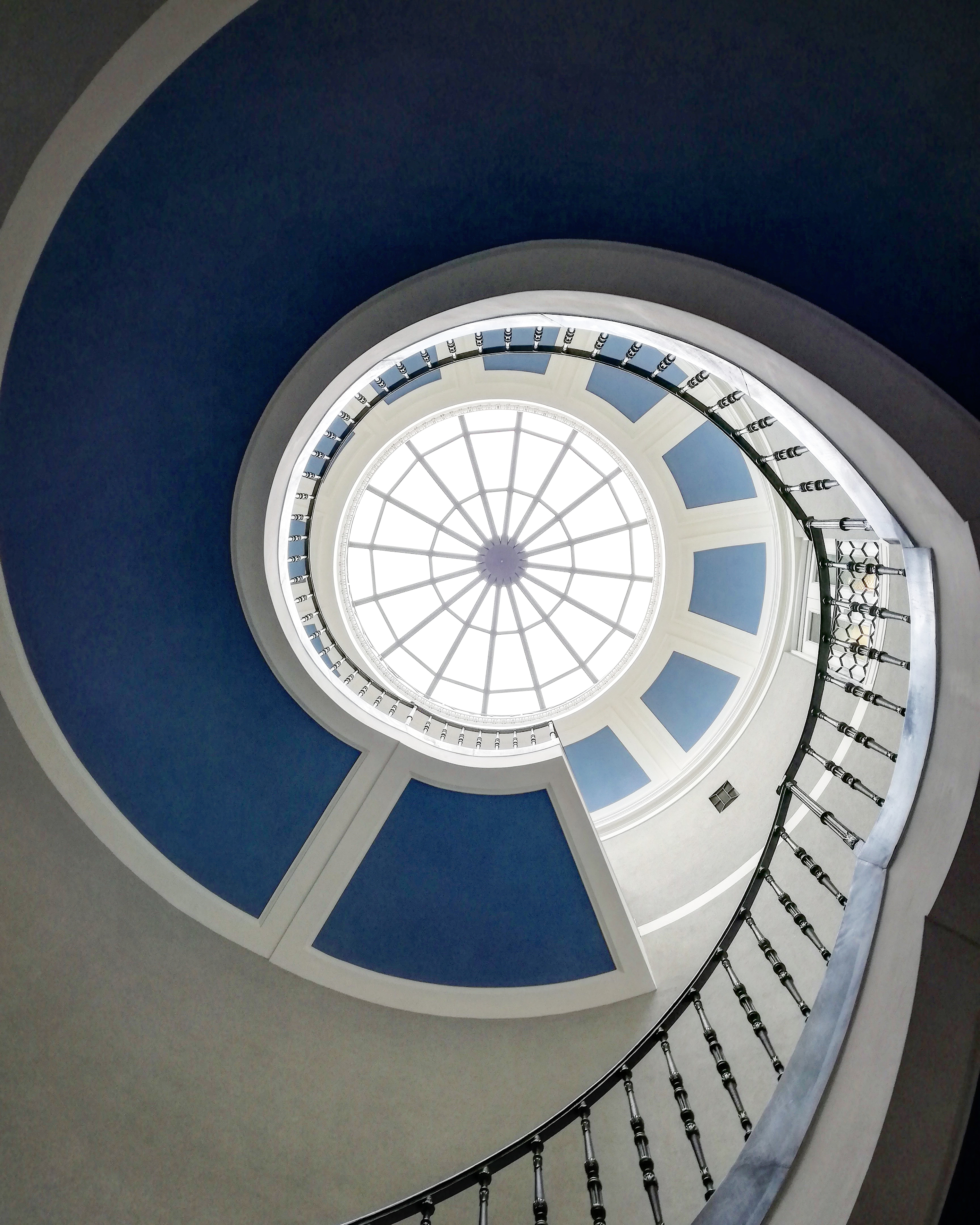
Scalinata del Collegio Monterone

I tre collegi IPE (Monterone, Villalta, Poggiolevante), oltre ad essere collegi universitari di merito legalmente riconosciuti, fanno parte della rete europea dell'EUCA (European University College Association). In ossequio alle norme ministeriali, ogni anno vengono organizzate attività educative e cicli di eventi formativi per i residenti.

### Collegio Universitario Monterone
La prima delle attività IPE ha de facto cominciato la sua attività nel 1980 ospitando prevalentemente studenti provenienti dalle zone colpite dal terremoto in Irpinia. La struttura architettonica, precedentemente appartenente ad un gruppo di suore Salesiane di Don Bosco, si divide in due aree: una affacciante su Via Crispi e sede della residenza universitaria, e l'altra, collocata su Via Pontano, ospitante l'Aula Magna. Il Collegio è stato interamente restaurato nel 2018 su spinta dell'attuale direttore Alberto Faccini.
La Monterone, struttura unicamente maschile, può ospitare circa 30 studenti iscritti presso gli atenei napoletani in stanze arredate con opere di Paola Grossi Gondi.

### Collegio Universitario Villalta
Residenza femminile collocata a circa 300 metri dalla Monterone, il Collegio Villalta ha sede, dal 1993, presso Villa Quintieri, originariamente destinata ad ospitare una struttura periferica della DIA.
La struttura può ospitare circa 40 studentesse.

### Collegio Universitario Poggiolevante
La Residenza maschile Poggiolevante di Bari ha assunto l'attuale denominazione nel 2017. Originariamente fondata nel 1964 come Residenza Universitaria della Nave e appartenente alla Fondazione RUI, nel 1994 si trasferisce in una sede costruita ad hoc e passa sotto il controllo dell'IPE col nome di Residenza del Levante. È sede del progetto ASIRID - Alta Scuola Residenziale per Innovatori Digitali ed è convenzionato con il Politecnico di Bari e l'Università degli Studi di Bari Aldo Moro.
La struttura può ospitare 30 studenti.

#### Ospiti
Nel corso degli anni i tre collegi hanno visto alternarsi diversi ospiti provenienti da diversi settori della cultura, politica, impresa e spettacolo, sia come relatori a conferenze IPE che come invitati alle tertulie. Tra questi, si ricordano (in ordine alfabetico): Evandro Agazzi, Pippo Corigliano, Alessandro D'Avenia, Antonio Decaro, Michele Emiliano, Stefania Fuscagni, Marcello Gigante, Francesco Grillo, Gennaro Nunziante, Fernando Ocáriz, Nello Polese, Ciro Priello (The Jackal), Antonio Rastrelli, Carlo Rubbia, Carlo Russo (CIRA), Rosa Russo Iervolino, Paolo Trapanese, Peppe Voltarelli e Ortensio Zecchino.

## IPE Business School

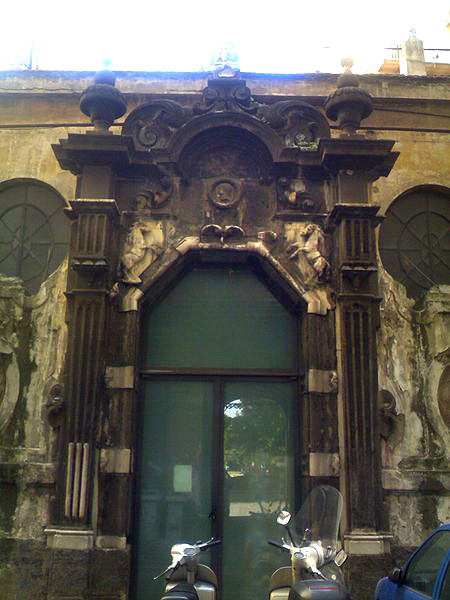
Particolare del cortile interno di Palazzo Carafa di Belvedere, sede della Business School

L’IPE Business School è una scuola di alta formazione manageriale che organizza annualmente Master in Finanza Avanzata, Marketing, Bilancio e Risorse umane. Ha stretti rapporti di collaborazione con la IESE Business School di Barcellona ed è socio ordinario ASFOR. Inoltre, organizza corsi riconosciuti come crediti universitari insieme alle università Federico II, Vanvitelli, Parthenope, UniCalabria e Campus Bio-Medico. Diversi lavori e project work sono stati successivamente pubblicati dalla FrancoAngeli.
Nel 2018 è stata inserita nella Top 100 Business Schools al mondo secondo QS World University Rankings. Si riconosce nei valori dell'Opus Dei e del suo fondatore san Josemaría Escrivá.
Il network dell'IPE Business School comprende numerose banche e aziende a livello nazionale ed internazionale, tra cui Banca di Credito Popolare, Intesa Sanpaolo, UniCredit, Fincantieri, Boston Consulting Group, d'Amico International Shipping, Deloitte, E. Marinella, Euronics Gruppo Tufano, Harmont & Blaine, Prometeia e Grimaldi Group.